# Händelwurzen
Die Händelwurzen (Gymnadenia) sind eine Pflanzengattung in der Familie der Orchideen (Orchidaceae). Die Gattung umfasst, unter Einschluss der Arten der früheren Gattung Nigritella (Kohlröschen), etwa 26 Arten. Die Gattung Gymnadenia s. l. ist paläarktisch, von der Iberischen Halbinsel im Westen bis China, Korea und Japan im Osten, verbreitet.
Über die Einbeziehung der Kohlröschen (als Gattung Nigritella genannt) in die Gattung Gymnadenia gibt es innerhalb der Botanik eine wissenschaftliche Kontroverse. Während einige Forscher der Ansicht sind, beide sollten in der Gattung Gymnadenia vereint werden (wie in diesem Artikel dargestellt), vertreten andere die Ansicht, beide seien Schwestergruppen und könnten als separate Gattungen aufrechterhalten werden.

## Beschreibung

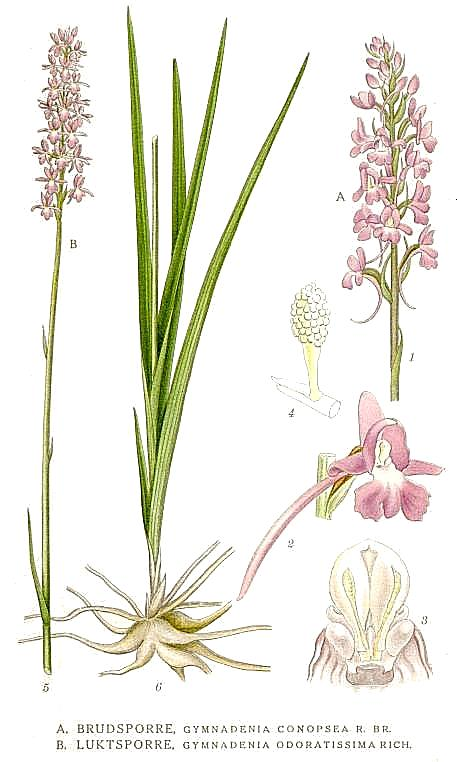
Illustration aus Nordens Flora: A. Mücken-Händelwurz (Gymnadenia conopsea) und B. Wohlriechende Händelwurz (Gymnadenia odoratissima)

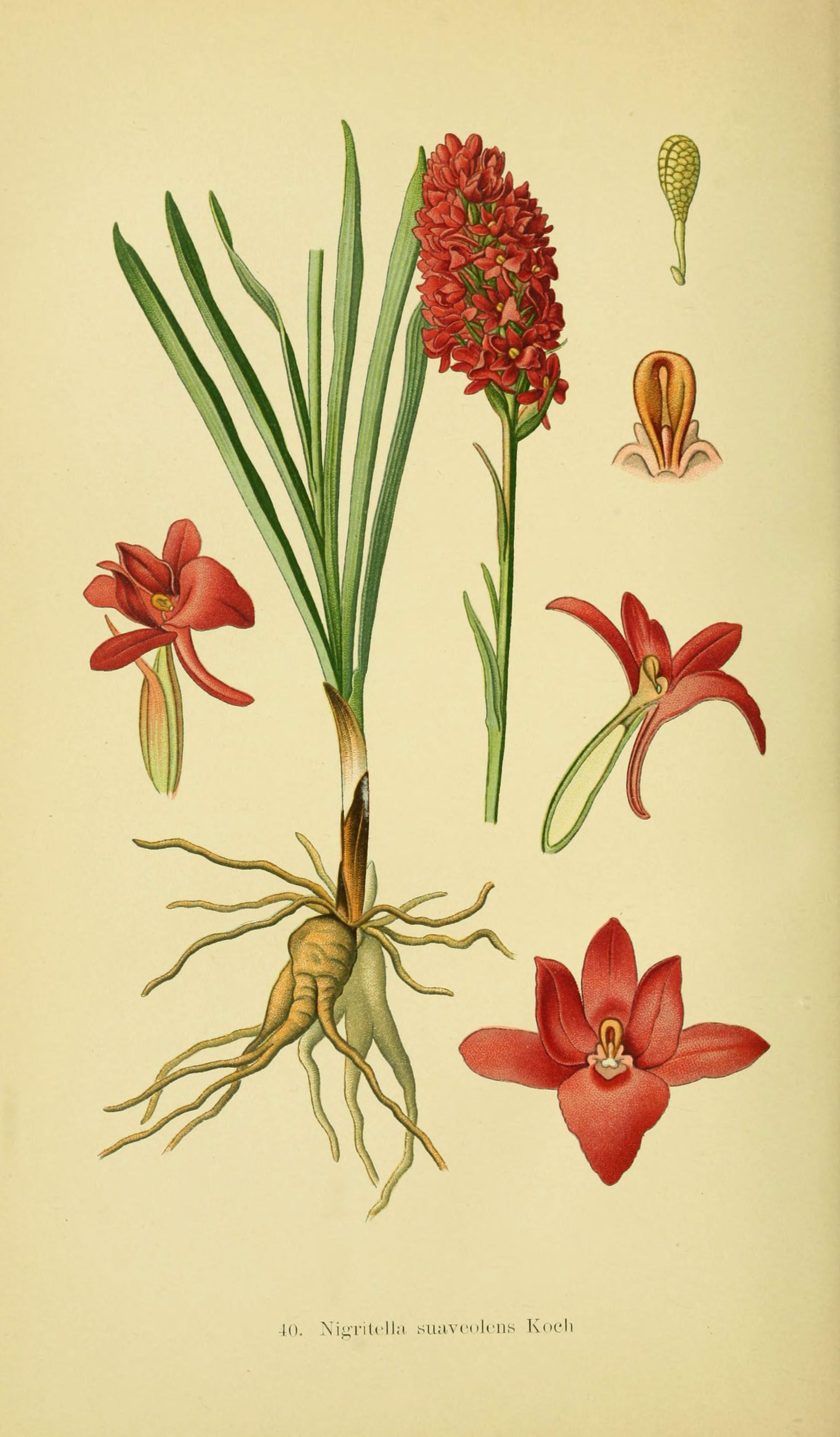
Illustration aus Abbildungen der in Deutschland und den angrenzenden Gebieten vorkommenden Grundformen der Orchideenarten, Tafel 40 des Schwarzen Kohlröschen (Gymnadenia nigra)

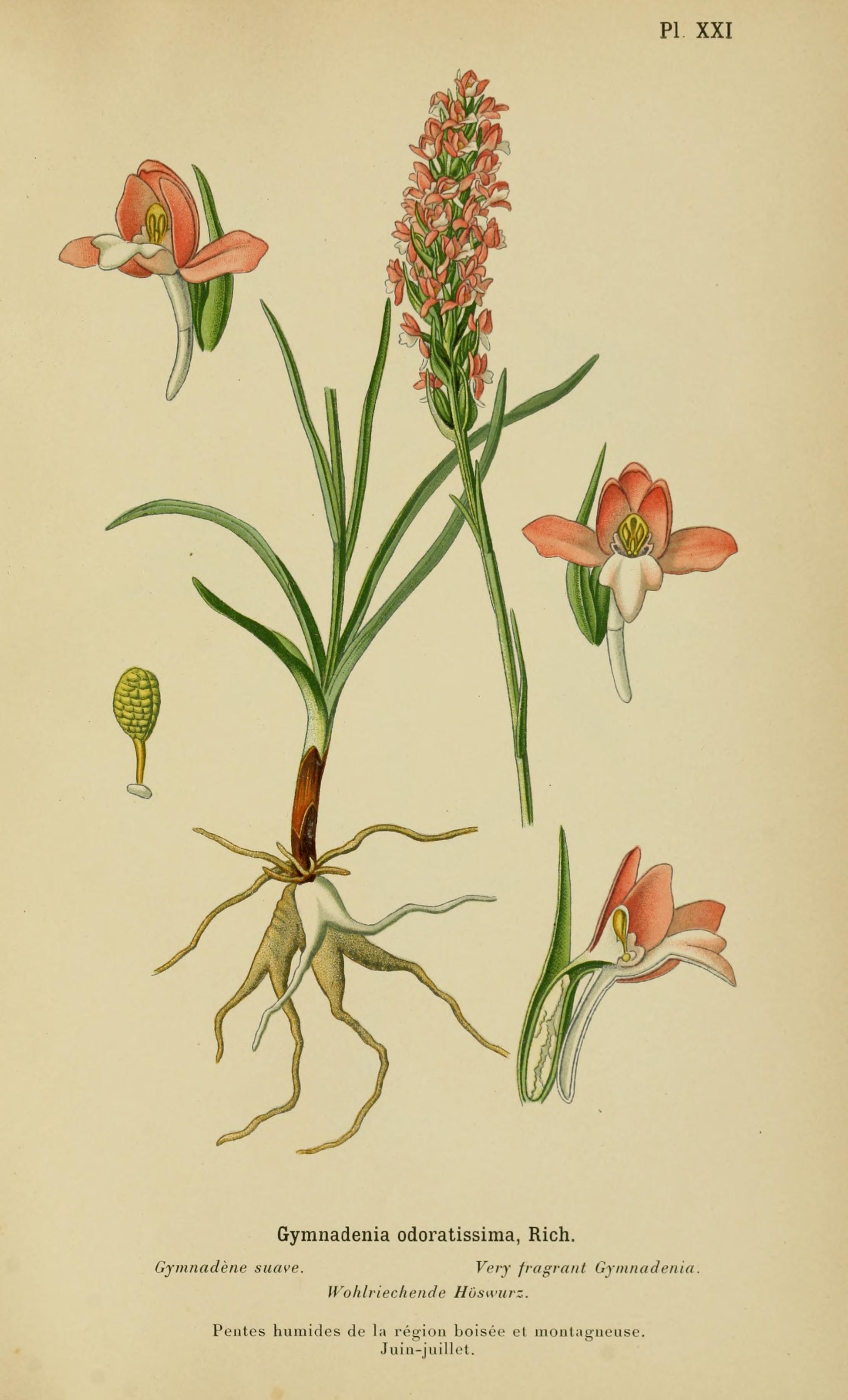
Illustration aus Album des orchidées de l'Europe centrale et septentrionale, 1899 der Wohlriechenden Händelwurz (Gymnadenia odoratissima)

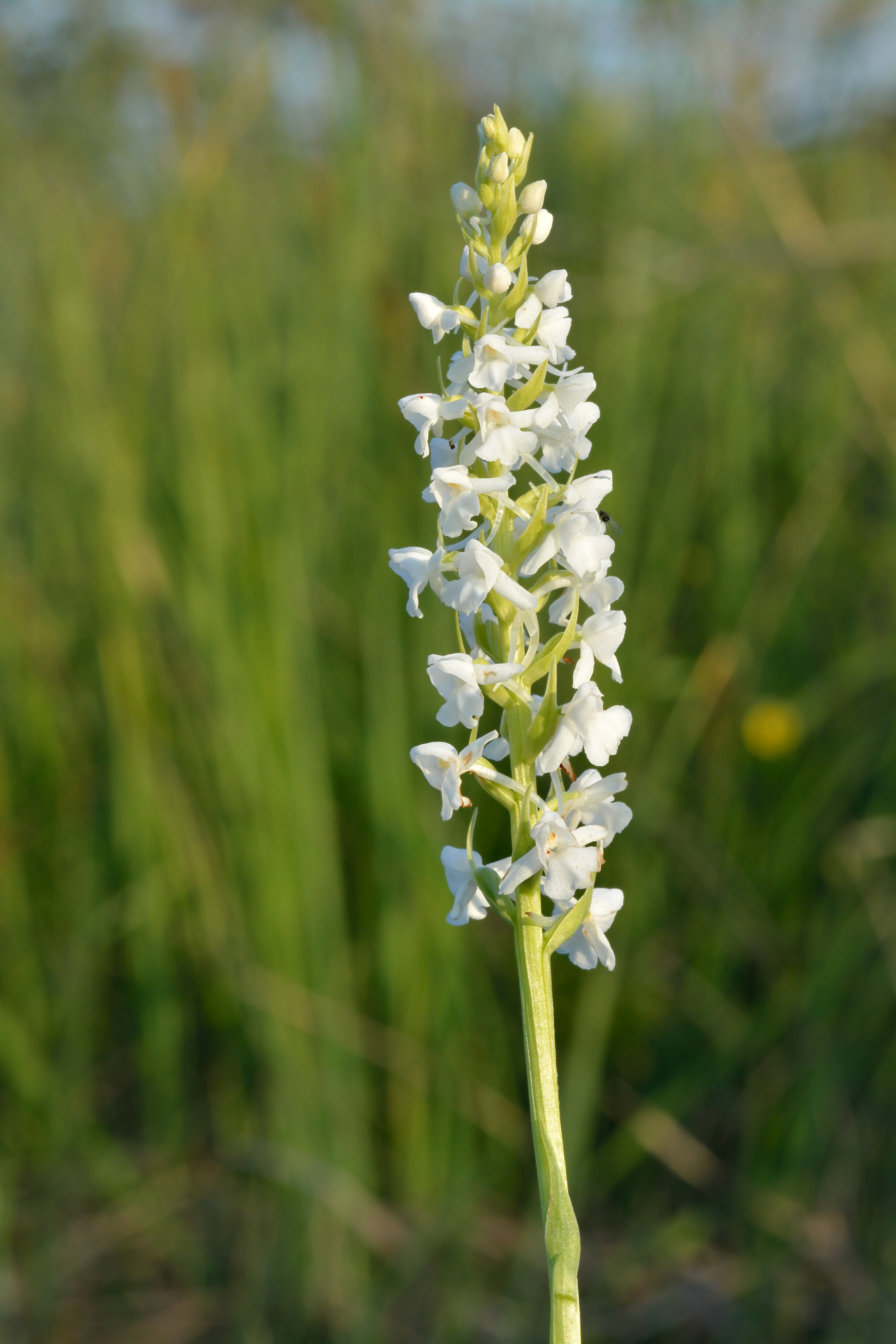
Blütenstand der weißen Form der Mücken-Händelwurz (Gymnadenia conopsea) mit zygomorphen Blüten im Detail, gut zu erkennen ist der Sporn

### Vegetative Merkmale
Gymnadenia-Arten wachsen terrestrisch als ausdauernde krautige Pflanzen mit mittlerer Wuchshöhe. Die relativ dicken, fleischigen Knollen sind handförmig geteilt mit jeweils einigen schlanken, etwas fleischigen Wurzeln. Der selbstständig aufrechte Stängel ist schlank bis kräftig, stielrund, fleischig und kahl.
Die Laubblätter sind wechselständig am Stängel angeordnet. Die einfachen Blattspreiten sind linealisch-bandförmig bis elliptisch und die längsgefaltete Spreitenbasis umhüllt den Stängel. Oft sind an der Stängelbasis Blattscheiden vorhanden.

### Generative Merkmale
Viele Blüten stehen dicht in endständigen, kopfförmigen bis verlängerten, traubigen Blütenständen zusammen. Es sind wenige lanzettliche, sterile Tragblätter vorhanden. Die fertilen Tragblätter sind kürzer bis etwas länger als der Fruchtknoten.
Der sitzende, unterständige Fruchtknoten ist meist etwas gedreht und dadurch sind die Blüten resupinat (bei den Arten der früheren Gattung Nigritella nicht gedreht). Der kahle Fruchtknoten ist schmal-zylindrisch oder spindelförmig. Die relativ kleinen bis mittelgroßen, zwittrigen Blüten sind zygomorph und dreizählig. Der zylindrische Sporn ist oft etwas gebogen und kürzer bis länger als der Fruchtknoten, mit stumpfem oder zweilappigem Ende. Die Blütenhüllblätter sind rosa- bis dunkel-purpurfarben oder selten weiß. Das mittlere, konkave Kelchblatt und die seitlichen, geraden Kronblätter neigen sich oft helmförmig zusammen; wobei die beiden Kronblätter etwas kürzer sind als das Kelchblatt. Die beiden freien, seitlichen Kelchblätter sind meist ausgebreitet und zurückgebogen. Die Lippe (Labellum) ist breit-rhombisch bis verkehrt-eiförmig und einfach bis deutlich dreilappig. Die Säule ist kurz. Die aufrechten Staubbeutel sind länglich oder eiförmig und besitzen zwei Theken. Es sind zwei keulenförmige Pollinien vorhanden. Das relativ kleine bis verlängerte Rostellum (Klebdrüse) ist undeutlich dreilappig. Die zwei relativ kleinen Staminodien sind fast kugelig und befinden sich seitlich an der Basis des fertilen Staubbeutels. Die zwei sehr großen Narben befinden sich seitlich an der Basis auf jeder Seite der Säule.
Die Kapselfrüchte sind aufrecht.

## Ökologie
Bei Gymnadenia-Arten handelt es sich um Knollen-Geophyten. Es liegt eine endotrophe Mykorrhiza vom Orchideen-Typ vor.

### Lockstoffe und Bestäuber
Bei zwei Arten (Mücken-Händelwurz und Wohlriechende Händelwurz) wurden gaschromatographisch 45 bzw. 44 flüchtige Aromastoffe identifiziert, die Schmetterlinge anlockten, von denen 37 bzw. 25 Arten bestimmt werden konnten. Bei der Mücken-Händelwurz wurden Essigsäurebenzylester, Eugenol und Benzoesäurebenzylester als Lockstoffe erkannt, bei Wohlriechender Händelwurz fungierten Essigsäurebenzylester, Benzaldehyd, Phenylethanal, 1-Phenyl-2,3-Butandion, Phenylethyl Acetat, Eugenol und eine nicht identifizierte Komponente als Lockstoffe. Duft der Mücken-Händelwurz, im Verbreitungsgebiet von Wohlriechender Händelwurz ausgebracht, konnte keine Bestäuber für die Mücken-Händelwurz anlocken. Im Tag-Nacht-Rhythmus gaben die untersuchten Blütenarten unterschiedliche Lockaromen ab.

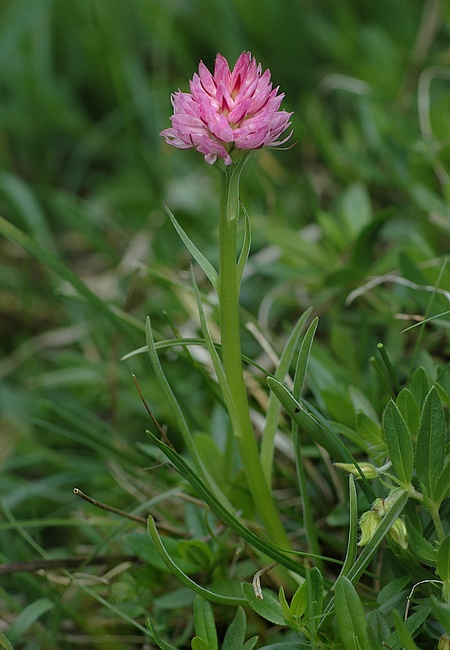
Erzherzog-Johann-Kohlröschen (Gymnadenia archiducis-joannis)

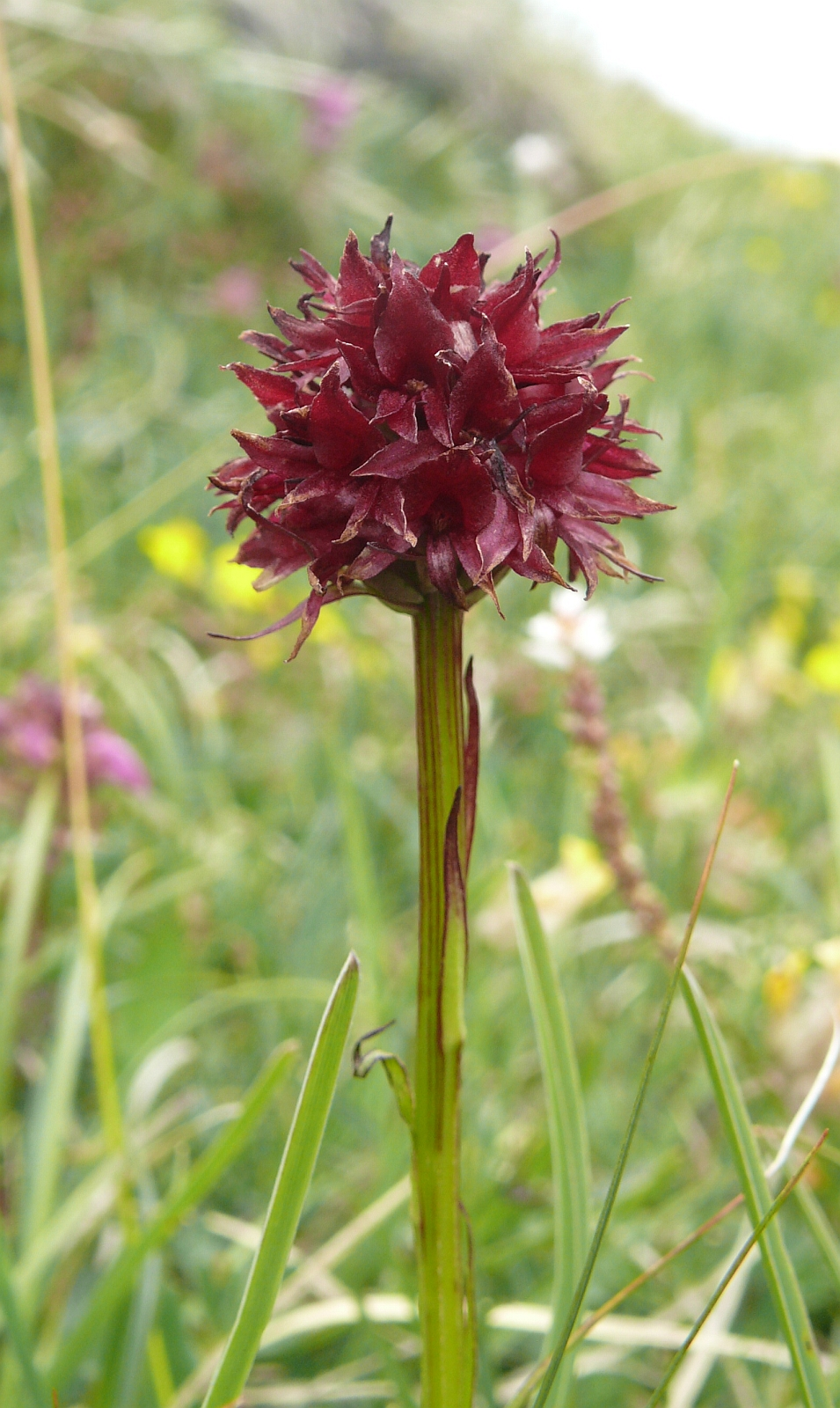
Österreichisches Kohlröschen (Gymnadenia austriaca)

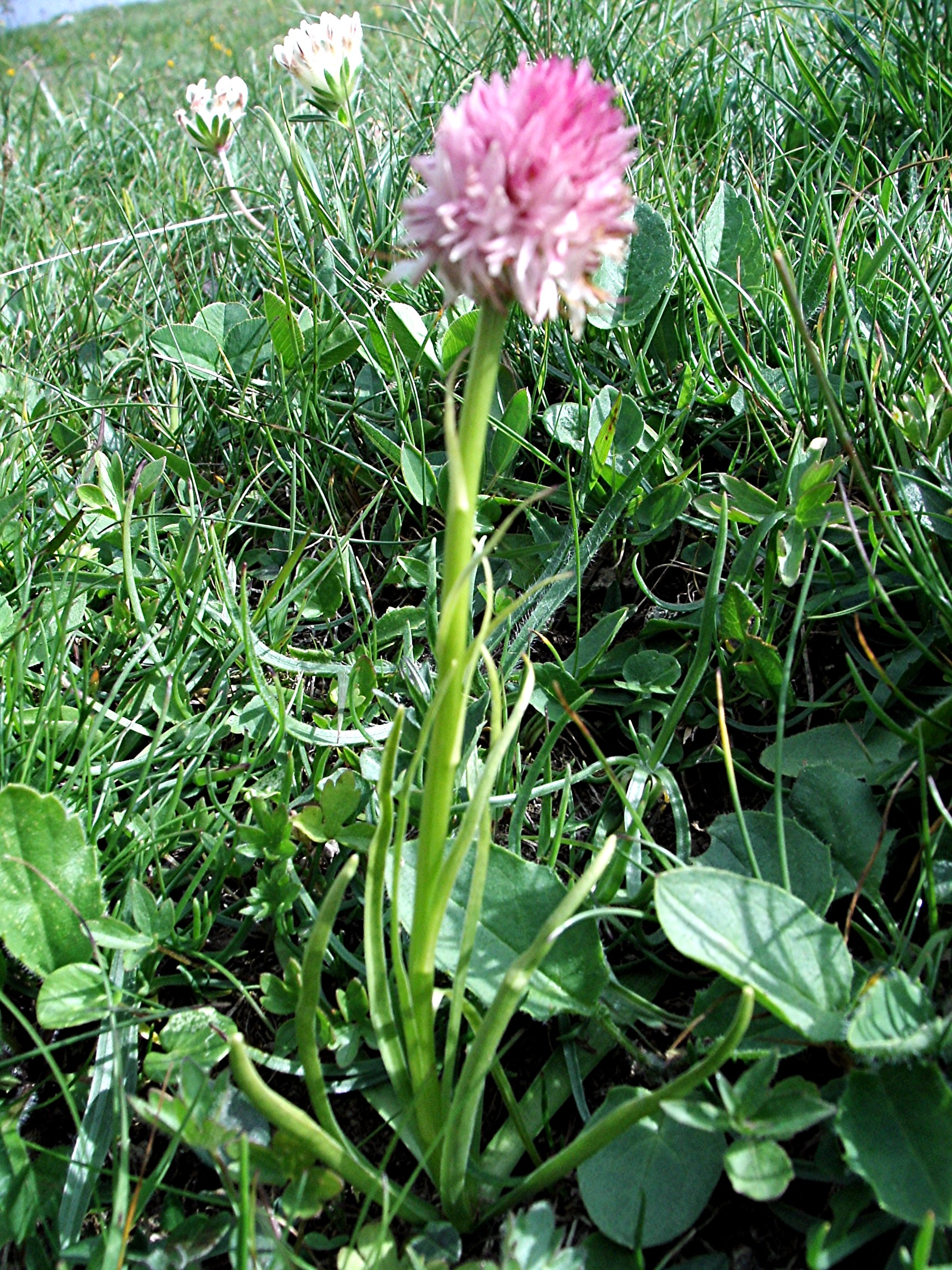
Cornelias Kohlröschen (Gymnadenia corneliana)

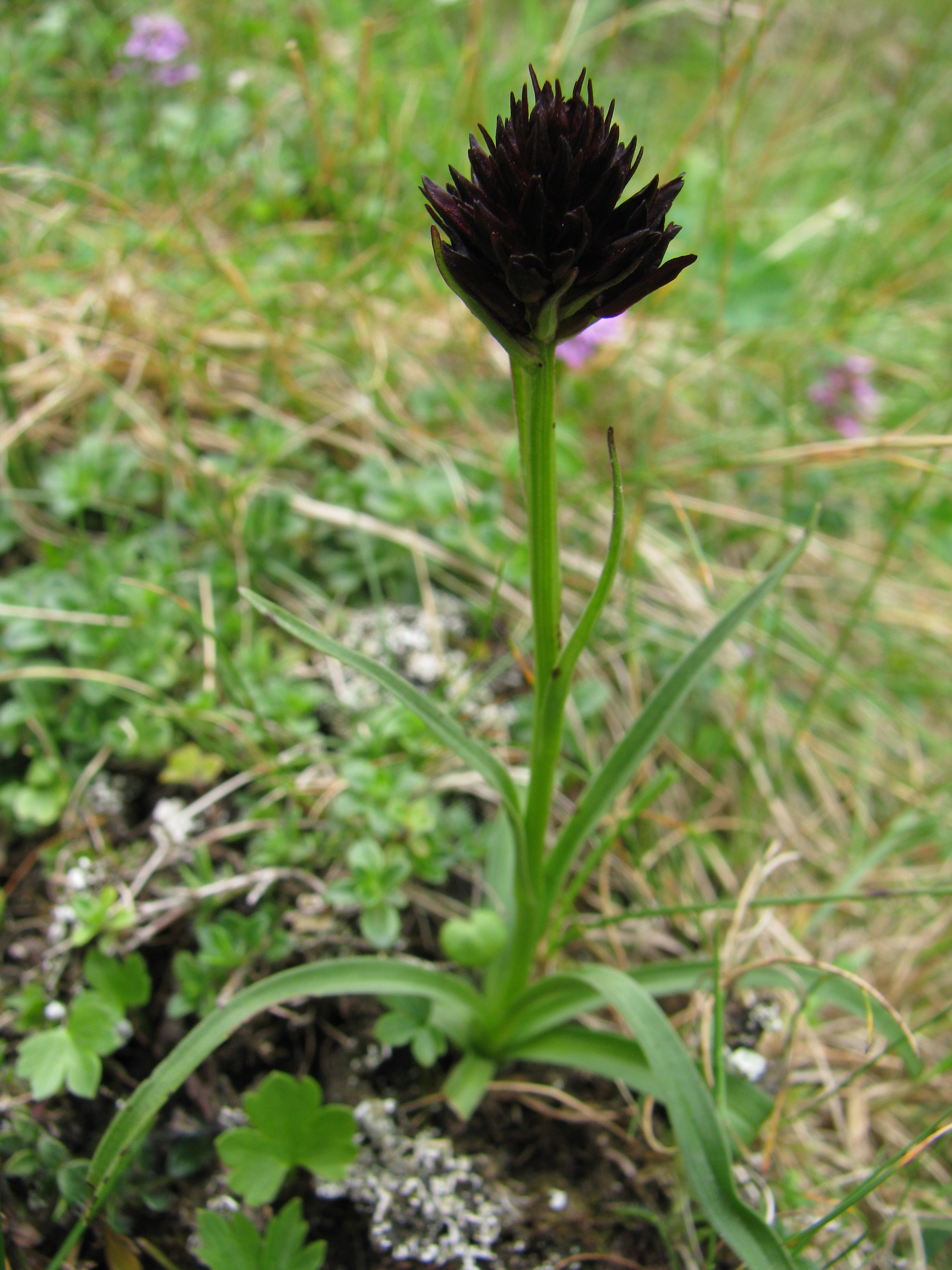
Gabas-Kohlröschen (Gymnadenia gabasiana)

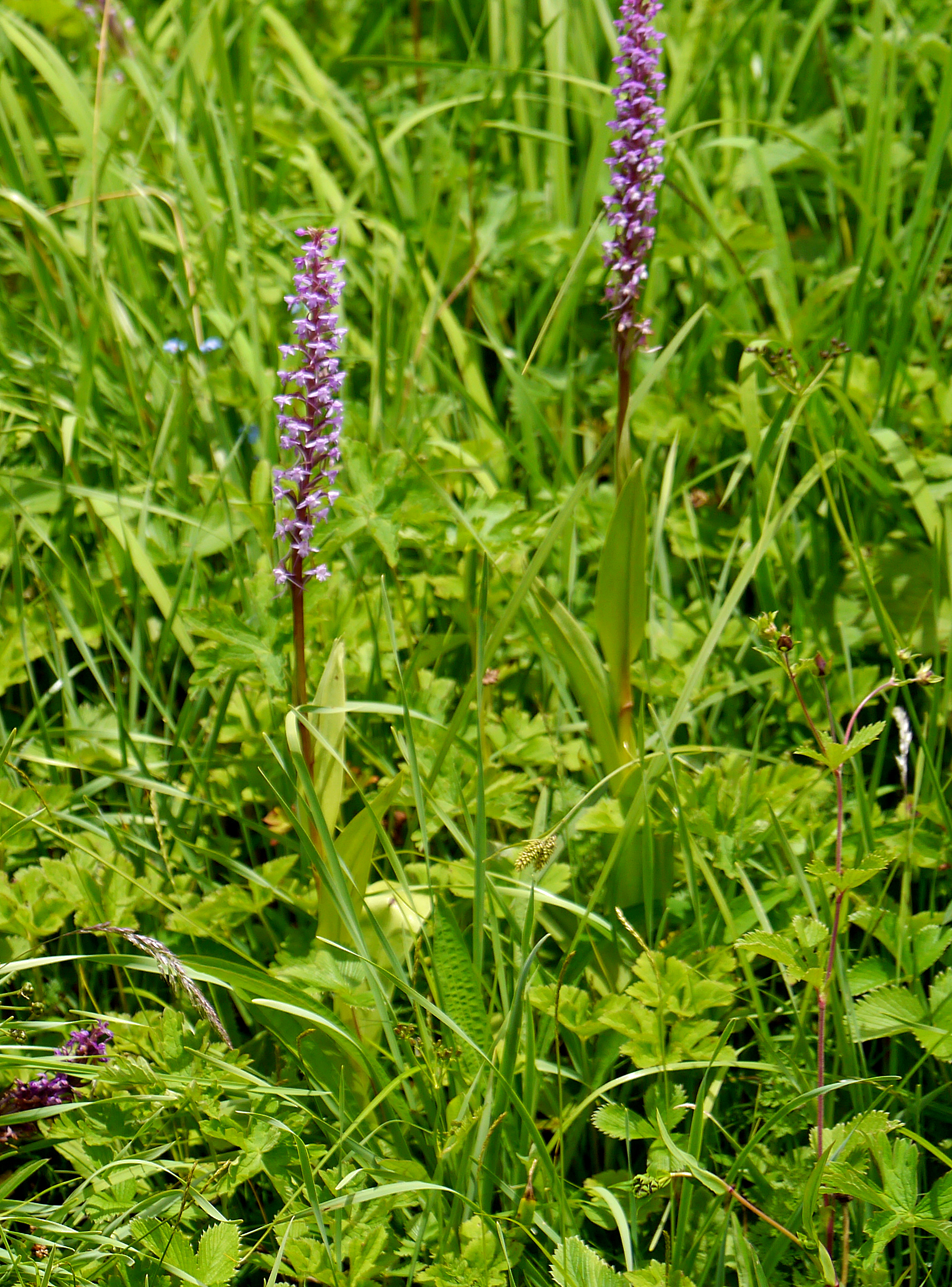
Gymnadenia orchidis

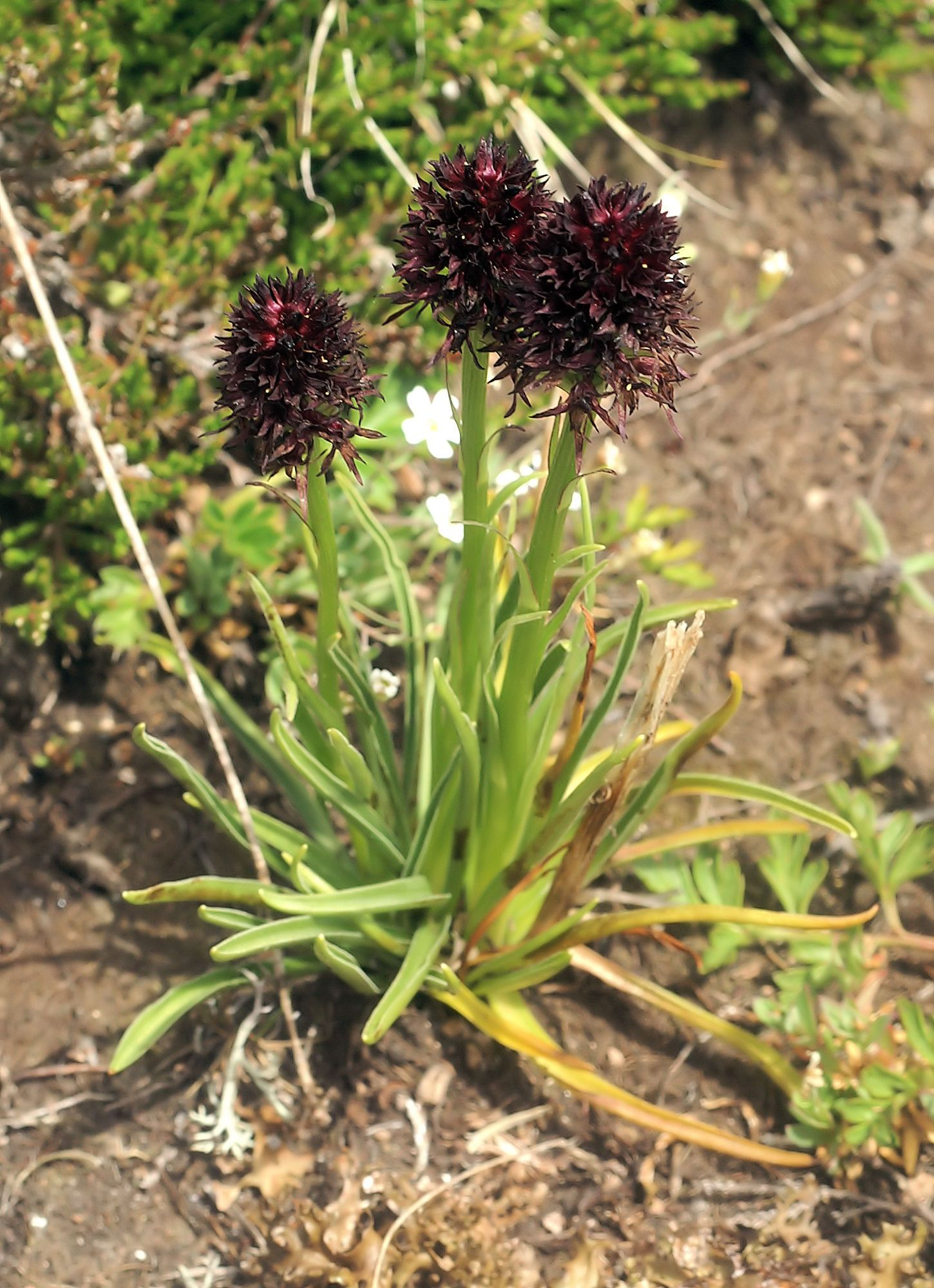
Gewöhnliches Kohlröschen (Gymnadenia rhellicani)

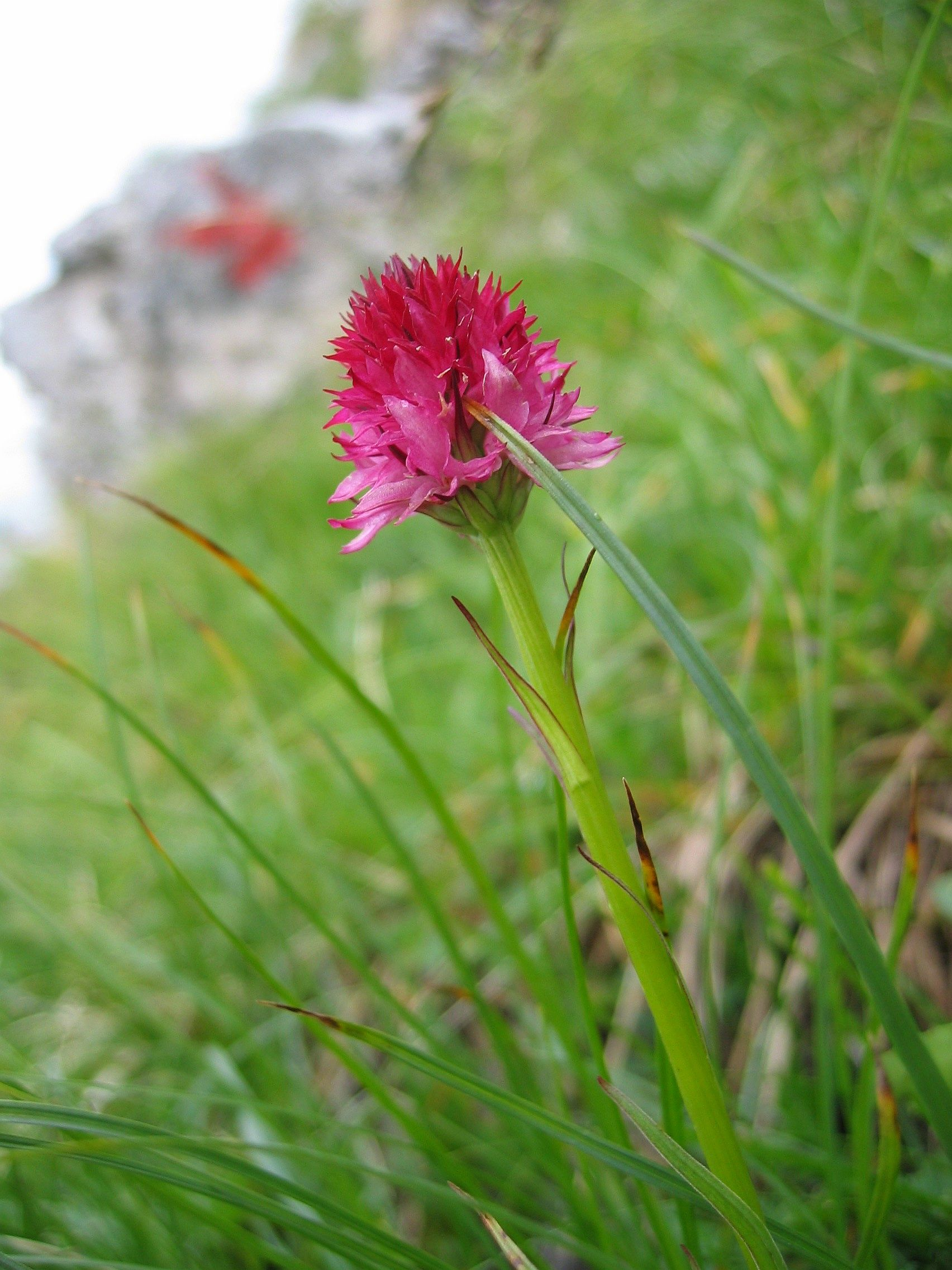
Widders Kohlröschen (Gymnadenia widderi)

## Systematik und Verbreitung
Die Gattung Gymnadenia wurde 1813 durch Robert Brown in Hortus Kewensis; or, a Catalogue of the Plants Cultivated in the Royal Botanic Garden at Kew. London., 2. Auflage, Volume 5, Seiten 191, 197 aufgestellt. Typusart ist Gymnadenia conopsea (L.) R.Br. Der Gattungsname Gymnadenia leitet sich von den griechisch gymnos: nackt und aden: Drüse, ab (also „Nackt-Drüse“), er bezieht sich auf die oft freiliegende Klebscheibe (Viscidium) in den Blüten.
Die Gattung Gymnadenia gehört zur Untertribus Orchidinae aus der Tribus Orchideae in der Familie der Orchidaceae. Eine Weile nahm man an, dass die Gattung Gymnadenia nur nahe verwandt mit der Gattung Nigritella (Kohlröschen) sei. Doch inzwischen wird letztere meist in erstere mit einbezogen.
Die Gattung Gymnadenia s. l. ist paläarktisch, im Westen von der Iberischen Halbinsel über Europa, West- und Zentralasien bis China (fünf Arten, davon drei nur dort), Korea und Japan im Osten, weitverbreitet. Einige Arten sind Endemiten und wenige Arten sind weitverbreitet.
Die Gattung Gymnadenia umfasst, einschließlich der Arten der früheren Gattung Nigritella Rich., etwa 26 Arten:
- Erzherzog-Johann-Kohlröschen (Gymnadenia archiducis-joannis (Teppner & E.Klein) Teppner & E.Klein, Syn.: Nigritella archiducis-joannis Teppner & E.Klein): Sie kommt nur in den nordöstlichen Kalkalpen im Toten Gebirge, Dachsteingebirge (Land Salzburg), im Hochobir (Karawanken, Kärnten), in der steirischen Koralpe und im Triglav-Nationalpark in Slowenien.[1][9]
- Österreichisches Kohlröschen (Gymnadenia austriaca (Teppner & E.Klein) P.Delforge, Syn.: Nigritella nigra subsp. austriaca Teppner & E.Klein): Seit 1998 gibt es zwei Varietäten. Sie kommt von Mitteleuropa bis zu den Pyrenäen und in den Karpaten vor.[1]
- Zweifarbiges Kohlröschen (Gymnadenia bicolor (W.Foelsche) W.Foelsche & O.Gerbaud, Syn.: Nigritella bicolor W.Foelsche): Es kommt in den Alpen und in den südlichen Karpaten vor.[1]
- Gymnadenia bicornis Tang & K.Y.Lang: Sie kommt im östlichen und südöstlichen Tibet vor.[1][9]
- Gymnadenia borealis (Druce) R.M.Bateman, Pridgeon & M.W.Chase (Syn.: Gymnadenia conopsea subsp. borealis (Druce) F.Rose): Sie kommt in Mittel- und Nordeuropa vor.[1] Diese seltene Art kommt wohl nur an wenigen isolierten Fundorten im Vereinigten Königreich und in Deutschland vor.[9]
- Buschmanns Kohlröschen (Gymnadenia buschmanniae (Teppner & Ster) Teppner & E.Klein, Syn.: Nigritella buschmanniae Teppner & Ster, Nigritella rubra subsp. buschmanniae (Teppner & Ster) H.Baumann & R.Lorenz): Dieser Endemit kommt nur im nordöstlichen Italien vor.[1]
- Karpaten-Kohlröschen (Gymnadenia carpatica (Zapal.) Teppner & E.Klein, Syn.: Nigritella nigra subsp. carpatica (Zapal.) H.Baumann & R.Lorenz): Dieser Endemit kommt nur in den östlichen Karpaten vor.[1]
- Mücken-Händelwurz (Gymnadenia conopsea (L.) R.Br., Syn.: Gymnadenia vernalis Dworschak): Sie ist von Europa über Westasien und Russland bis China und Japan weitverbreitet.[1]
- Cornelias Kohlröschen (Gymnadenia corneliana (Beauverd) Teppner & E.Klein, Syn.: Nigritella nigra subsp. corneliana Beauverd, Nigritella corneliana (Beauverd) Gölz & H.R.Reinhard): Dieser Endemit kommt nur in den französischen und italienischen Westalpen vor.[1]
- Gymnadenia crassinervis Finet: Sie kommt von Tibet bis zum westlichen Sichuan und dem nordwestlichen Yunnan vor.[1]
- Dichtblütige Händelwurz (Gymnadenia densiflora (Wahlenb.) A.Dietr.): Sie ist in Europa verbreitet.[1]
- Dolomiten-Kohlröschen (Gymnadenia dolomitensis Teppner & E.Klein, Syn.: Nigritella rubra subsp. dolomitensis (Teppner & E.Klein) Wenker & S.Wenker): Dieser Endemit kommt nur in den Dolomiten vor.[1]
- Gymnadenia emeiensis K.Y.Lang:[1] Sie gedeiht in einer Höhenlage von etwa 3100 Metern nur im südwestlichen Teil der chinesischen Provinz Sichuan.[4]
- Balkan-Händelwurz oder Frivalds Händelwurz (Gymnadenia frivaldii Hampe ex Griseb., Syn.: Pseudorchis frivaldii (Hampe ex Griseb.) P.F.Hunt): Sie kommt von der Balkanhalbinsel von Montenegro sowie Bulgarien bis zum nördlichen Griechenland und kommt in südlichen Karpaten vor.[1][9]
- Gabas-Kohlröschen (Gymnadenia gabasiana (Teppner & E.Klein) Teppner & E.Klein, Syn.: Nigritella gabasiana Teppner & E.Klein): Es kommt von den französischen Pyrenäen bis ins nördliche Spanien vor.[1]
- Gymnadenia hygrophila (W.Foelsche & Heidtke) W.Foelsche, Heidtke & O.Gerbaud (Syn.: Nigritella hygrophila W.Foelsche & Heidtke): Dieser Endemit kommt nur in den südöstlichen Alpen vor.[1]
- Steineralpen-Kohlröschen (Gymnadenia lithopolitanica (Ravnik) Teppner & E.Klein, Syn.: Nigritella lithopolitanica Ravnik, Nigritella nigra subsp. lithopolitanica (Ravnik) H.Baumann & R.Lorenz): Dieser Endemit kommt nur in den Südostalpen[1] in der Koralpe sowie den Karawanken in Österreich und in den Steiner Alpen im nördlichen Slowenien vor.[9]
- Rotes Kohlröschen (Gymnadenia miniata (Crantz) Hayek, Syn.: Nigritella miniata (Crantz) Janch., Nigritella rubra (Wettst.) K.Richt.): Es kommt in den Zentralalpen, den Südostalpen und den südlichen Karpaten vor.[1]
- Schwarzes Kohlröschen (Gymnadenia nigra (L.) Rchb. f., Syn.: Nigritella nigra (L.) Rchb.f., Satyrium nigrum L., Orchis nigra (L.) Scop., Habenaria nigra (L.) R.Br., Sieberia nigra (L.) Spreng., Nigritella angustifolia Rich., Nigritella fragrans Saut. ex Rchb., Orchis atropurpurea Tausch, Orchis reichenbachii Mutel, Nigritella suaveolens W.D.J.Koch, Nigritella brachystachya A.Kern., Nigritella megastachya A.Kern., Nigritella hybrida Schur, Orchis moritziana Brügger)
- Wohlriechende Händelwurz (Gymnadenia odoratissima (L.) Rich.)[1] Sie kommt in den Kalkalpen, im nördlichen Spanien, in Mitteldeutschland, im südlichen Schweden, im Baltikum, in Belarus und in der Ukraine vor.
- Gymnadenia orchidis Lindl.: Sie ist in Indien im Himalaya von Arunachal Pradesh über Sikkim bis Kaschmir, in Nepal sowie Pakistan, im östlichen sowie südlichen autonomen Gebiet Tibet und in den chinesischen Provinzen südöstliches Gansu, westliches Hubei, südliches Qinghai, südliches Shaanxi, westliches Sichuan, nordwestliches Yunnan verbreitet.[4][10][1]
- Gewöhnliches Kohlröschen (Gymnadenia rhellicani (Teppner & E.Klein) Teppner & E.Klein, Syn.: Nigritella rhellicani Teppner & E.Klein, Nigritella nigra subsp. rhellicani (Teppner & E.Klein) H.Baumann, Künkele & R.Lorenz): Es kommt in den Alpen (Frankreich, Deutschland, Österreich, Schweiz, Italien), im Appennin und in den Karpaten, in Bosnien und Herzegowina sowie im nördlichen Griechenland vor.[1][9]
- Braut-Kohlröschen (Gymnadenia runei (Teppner & E.Klein) Ericsson, Syn.: Nigritella runei (Teppner & E.Klein) Kreutz): Es kommt nur in Schweden vor.[1][9]
- Steirisches Kohlröschen (Gymnadenia stiriaca (Rech.) Teppner & E.Klein, Syn.: Nigritella rubra subsp. stiriaca (Rech.) H.Baumann & R.Lorenz)[1]: Dieser Endemit kommt nur im Salzkammergut, Dachsteingebiet und im Grazer Bergland vor.[9]
- Gymnadenia taquetii Schltr.: Dieser Endemit kommt nur in der koreanischen Provinz Jeju-do vor.[1]
- Frühlings-Händelwurz (Gymnadenia vernalis Dworschak): Sie gilt als Synonym von Gymnadenia conopsea (L.) R.Br.[1]. Dieser Endemit kommt nur in Oberbayern vor.
- Widders Kohlröschen (Gymnadenia widderi (Teppner & E.Klein) Teppner & E.Klein, Syn.: Nigritella widderi Teppner & E.Klein, Nigritella rubra subsp. widderi (Teppner & E.Klein) H.Baumann & R.Lorenz): Es kommt in den Kalkalpen in den Ostalpen in Bayern sowie im österreichischen Bundesland Steiermark und in den italienischen Abruzzen vor.[1][9]

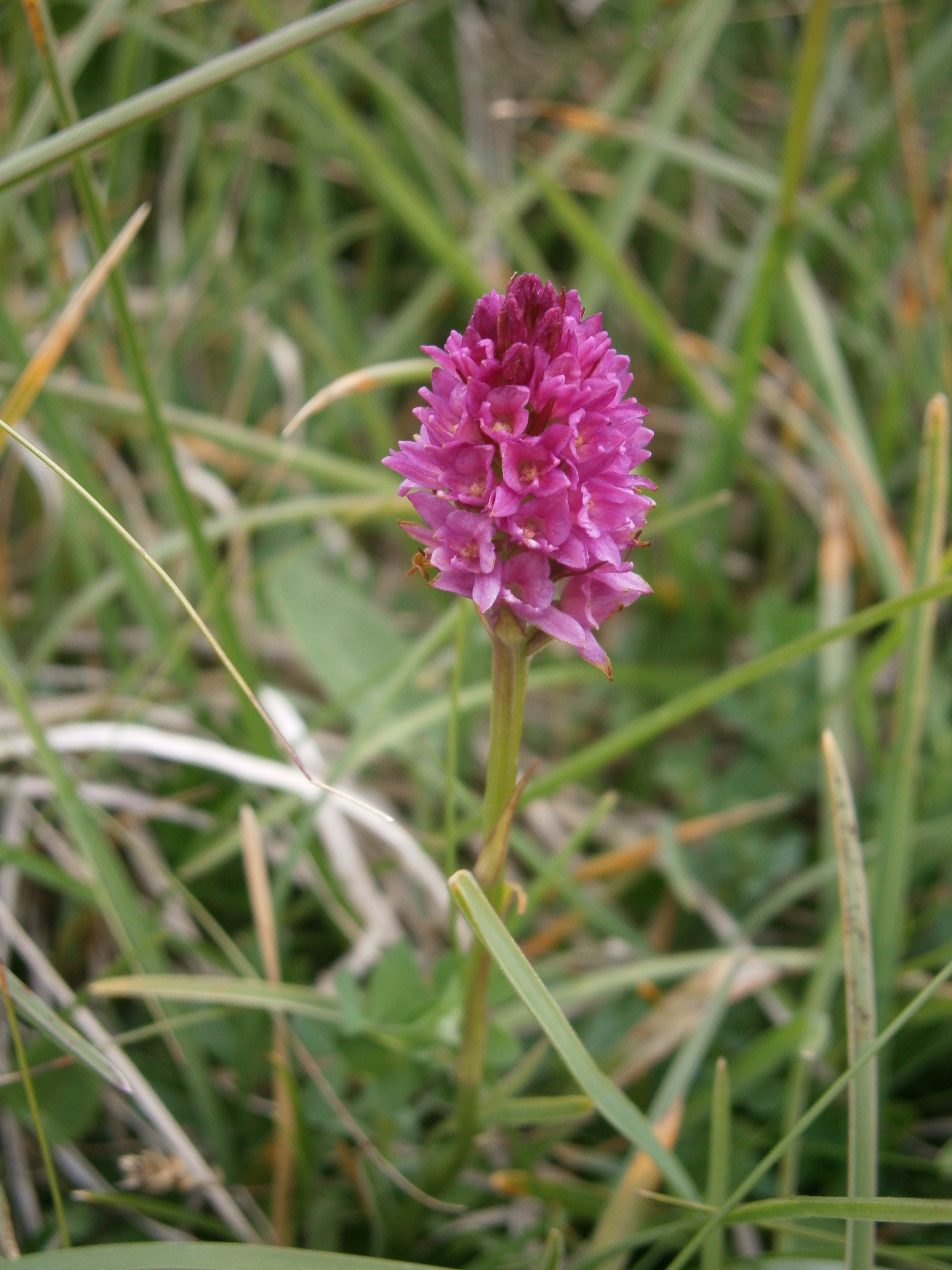
Gymnadenia ×heufleri

Dazu gibt es eine große Zahl von Hybriden:
- Gymnadenia ×abelii (Asch. & Graebn.) J.M.H.Shaw = Gymnadenia odoratissima × Gymnadenia rubra
- Gymnadenia ×borisii Stoj., Stef. & T.Georgiev = Gymnadenia frivaldii × Gymnadenia nigra
- Gymnadenia ×chanousiana G.Foelsche & W.Foelsche = Gymnadenia conopsea × Gymnadenia rhellicani
- Gymnadenia ×delphineae (M.Gerbaud & O.Gerbaud) M.Gerbaud & O.Gerbaud = Gymnadenia corneliana × Gymnadenia rhellicani
- Gymnadenia ×eggeriana O.Gerbaud = Gymnadenia austriaca var. gallica × Gymnadenia rhellicani
- Gymnadenia ×fohringeri (Griebl) J.M.H.Shaw = Gymnadenia lithopolitanica × Gymnadenia miniata
- Gymnadenia ×geigelsteiniana (B.Baumann & H.Baumann) J.M.H.Shaw = Gymnadenia odoratissima × Gymnadenia widderi
- Gymnadenia ×godferyana (G.Keller) W.Foelsche = Gymnadenia conopsea × Gymnadenia rubra
- Gymnadenia ×hedrenii (W.Foelsche) J.M.H.Shaw = Gymnadenia conopsea × Gymnadenia hygrophila
- Gymnadenia ×heufleri (A.Kern.) Wettst. = Gymnadenia nigra × Gymnadenia odoratissima
- Gymnadenia ×hubertii (Griebl) J.M.H.Shaw = Gymnadenia bicolor × Gymnadenia conopse
- Gymnadenia ×intermedia Peterm. = Gymnadenia conopsea × Gymnadenia odoratissima
- Gymnadenia ×kaeseri (Braun-Blanq.) Oddone = Gymnadenia conopsea × Gymndenia nigra × Gymnadenia rhellican
- Gymnadenia ×moritziana (Brügger ex Nyman) Oddone = Gymnadenia conopsea × Gymnadenia nigra
- Gymnadenia ×petzenensis (F.Fohringer & Redl) Oddone = Gymnadenia lithopolitanica × Gymnadenia rhellicani
- Gymnadenia ×pyrenaeensis W.Foelsche = Gymnadenia conopsea × Gymnadenia gabasiana
- Gymnadenia ×schwerei (G.Keller) J.M.H.Shaw = Gymnadenia conopsea x Gymnadenia nigra × Gymnadenia odoratissima
- Gymnadenia ×teppneri (W.Foelsche) Oddone = Gymnadenia hygrophila × Gymnadenia rhellicani
- Gymnadenia ×trummeriana (W.Foelsche) J.M.H.Shaw = Gymnadenia odoratissima × Gymnadenia stiriaca
- Gymnadenia ×truongiae (Demares) W.Foelsche = Gymnadenia conopsea × Gymnadenia corneliana
- Gymnadenia ×turnowskyi (W.Foelsche) W.Foelsche = Gymnadenia conopsea × Gymnadenia lithopolitanica
- Gymnadenia ×wettsteiniana O.Abel = Gymnadenia nigra × Gymnadenia rubra

## Weiterführende Literatur
- Manfred A. Fischer, Wolfgang Adler, Karl Oswald: Exkursionsflora für Österreich, Liechtenstein und Südtirol. 2., verbesserte und erweiterte Auflage. Land Oberösterreich, Biologiezentrum der Oberösterreichischen Landesmuseen, Linz 2005, ISBN 3-85474-140-5.
- Gerald Parolly, Jens Rohwer, Michael Koltzenburg, Jens G. Rohwer, Peter A. Schmidt, Sigmund Seybold: Die Flora Deutschlands und angrenzender Länder: Ein Buch zum Bestimmen aller wildwachsenden und häufig kultivierten Gefäßpflanzen. Begründet von Otto Schmeil, Jost Fitschen. 96. vollständig neu bearbeitete und erweiterte Auflage. Quelle & Meyer, Wiebelsheim 2016, ISBN 978-3-494-01562-0.
- Alok K. Gupta, Ines Schauvinhold, Eran Pichersky, Florian P. Schiestl: Eugenol synthase genes in floral scent variation in Gymnadenia species. In: Functional & Integrative Genomics. Band 14, Nr. 4, 2014, S. 779–788, doi:10.1007/s10142-014-0397-9, PMID 25239559.
- Pavel Trávníček, Jana Jersakova, Barbora Kubátová, Jan Suda: Minority cytotypes in European populations of the Gymnadenia conopsea complex (Orchidaceae) greatly increase intraspecific and intrapopulation diversity. In: Annals of Botany, Volume 110, Issue 5, 2012, S. 977–986. doi:10.1093/aob/mcs171